# John R. Graham (cầu thủ bóng đá)
John R. Graham là một cầu thủ bóng đá người Anh thi đấu ở vị trí tiền đạo.

## Sự nghiệp
Sinh ra ở Newcastle, Graham thi đấu cho Newcastle United và Bradford City. Đối với Bradford City, he made 54 lần ra sân ở Football League; he also made 5 lần ra sân ở Cúp FA.